# Catillon-sur-Sambre
Catillon-sur-Sambre är en kommun i departementet Nord i regionen Hauts-de-France i norra Frankrike. Kommunen ligger i kantonen Le Cateau-Cambrésis som tillhör arrondissementet Cambrai. År 2022 hade Catillon-sur-Sambre 783 invånare.

## Befolkningsutveckling
Antalet invånare i kommunen Catillon-sur-Sambre
| Referens: INSEE |